# حبة متعددة
الحبة المتعددة أو البوليبيل (بالإنجليزية: Polypill)‏ هي المحفظة أو المضغوطة التي تحتوي على أكثر من مكون فعال واحد. عادة ما تصنع الحبة المتعددة على شكل دواء مركب. كما يمكن إنتاج الحبة المتعددة في صيدليات التركيب.
الهدف من الحبة المتعددة هو استخدامها في الطب الوقائي أو استخدامها في علاج الحالات الفزيولوجية المرضية. كما أن استخدام الحبة المتعددة يقلل من عدد المحفظات أو المضغوطات المستخدمة.
استخدمت الحبة المتعددة أو مرة في علاج الأمراض القلبية الوعائية لكنها حاليا تستخدم استخدامات أوسع.

## الاستعمال
ان حبة البوليبيل هي حبة ذات استطبابات متعددة وهي تحتوي على مجموعة من العديد من أدوية عادةً ما تستخدم لعلاج أمراض القلب وارتفاع ضغط الدم. عادة تحتوي هذه الحبة علي الأسبرين المرقق للدم، والستاتين الخافض للكوليسترول والأدوية التي تجعل القلب ينبض بجهد أقل، والأدوية التي تساعد على فتح الأوعية الدموية. تستخدم هذه الحبة في علاج المصابين بأمراض القلب والسكتة الدماغية وأشكال أخرى من أمراض القلب والأوعية الدموية. كما توصف لعلاج مرض السكري (وربما للوقاية منه) وتحسين ضغط الدم ومستويات الكوليسترول.
وفقًا لمنظمة الصحة العالمية ان استخدام هذه الحبة ستساهم في تقليص الفاتورة العلاجية وتخفيض تكلفة العلاج على المرضى والجهات الضامنة. فهي رخيصة الثمن. كما انها تجمع بين عدة أدوية وتؤخذ مرة واحدة في اليوم، فتضمن مواظبة المريض على تناولها حيث تشير الدراسات إلى أن الدواء المركب يساعد المرضى على الالتزام بعلاجهم بشكل أفضل.
وقد وجدت دراسة حديثة نشرتها صحيفة الغارديان أن الحبة المتعددة هي آمنة وتقلل من خطر النوبات القلبية والسكتات الدماغية والموت المفاجئ لدى الأشخاص الذين أعمارهم تفوق 50 سنة. وقال الباحث توم مارشال: «نوقش كثيرًا استخدام هذه التركيبة الدوائية البسيطة وثابتة الجرعة للوقاية من الأمراض القلبية الوعائية... لكن أظهرت تجاربنا فعاليتها».

## الآثار السلبية
على الرغم من فوائد الحبة المتعددة إلا أن لها بعض السلبيات. فأحد عيوب الحبة المتعددة هو أن الأطباء يواجهون صعوبة في التحكم وتعديل جرعة كل دواء موجود داخل الحبة حيث لا يمكن تحديد جرعات الدواء بما يتناسب مع كل مريض وحالته المرضية. كما وجدت بعض الدراسات أن بعض هذه الأدوية عند وضعها بحبة مركبة تعطي نتيجة أقل من النتيجة المتوقعة منها عند استخدامها بشكلٍ منفرد. كما يجب على الأطباء مراعاة عدم وجود تفاعل بين الأدوية عند وضعها مجتمعة في حبة دوائية واحدة.

## الدول المنتجة
بعض من أنواع هذه الحبوب متوفرة حاليا في الهند وتمت دراستها على نطاق واسع هناك. وأيضا في إسبانيا، قام الأطباء المتخصصين في القلب والأوعية الدموية بتطوير هذه الحبوب لإستخدامها في الوقاية من أمراض القلب والأوعية الدموية.
وتم تصنيع هذه الحبوب في إيران بدعم من المقر التنفيذي للإمام الخميني. وقد تم تصميم المشروع قبل 14 عامًا. ووفقا للدراسة التي أجراها أطباء من جامعة طهران وجامعة برمنغهام في بريطانيا وغيرها من المؤسسات، والتي نشرتها مجلة لانسيت، فقد نجحت هذه الحبوب بشكل جيد في تخفيض معدل الأزمات القلبية بأكثر من النصف، في حالات الاستخدام الدائم. احتوت هذه الحبوب في الدراسة، التي شملت 7000 مشارك تتراوح أعمارهم بين 50 و 75 عامًا من ريف إيران، على ستاتين لخفض الكوليسترول، وأدويتين لعلاج ضغط الدم، وأسبرين بجرعة منخفضة.